# Pincel

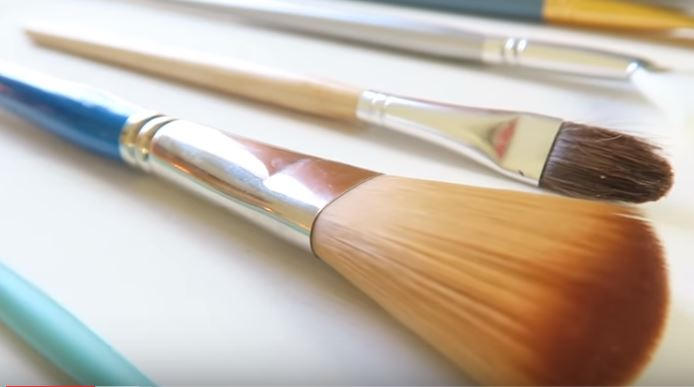
Pinceles de tipo redondo y lengua de gato

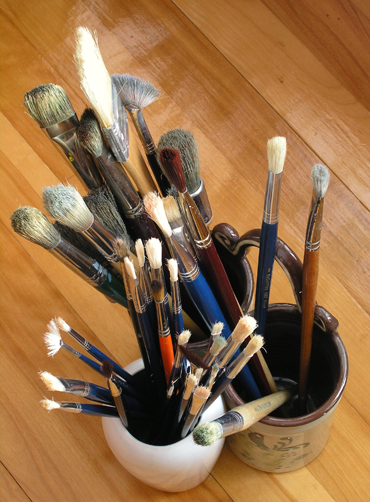
Varios pinceles

El pincel es un instrumento que dispone de un mango largo y delgado que, en uno de sus extremos, presenta un manojo de cerdas, pelos u otros filamentos. Se utiliza principalmente para pintar, aunque sus usos pueden ser diversos.  

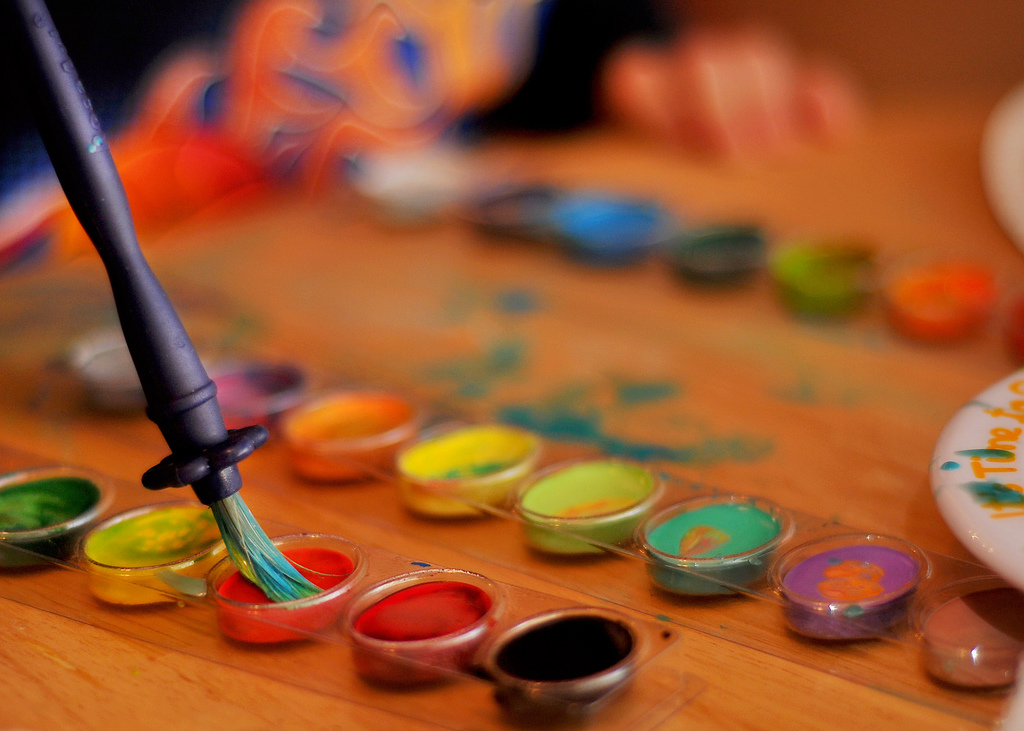
Pincel usado para acuarela.

## Mango
Este es generalmente de madera y sirve al artista para sostenerlo.
Las maderas más usuales son las de abedul y tilo, por su facilidad de torneado y pulido, su liviandad y nula tendencia a arquearse.
Los mangos pueden ser largos o cortos dependiendo de su función. Un mango largo se utiliza básicamente para los soportes situados en posición vertical, lienzos para colores al óleo y acrílicos, mientras que los mangos cortos son para soportes en posición horizontal, como la acuarela y técnicas al agua.

## Virola

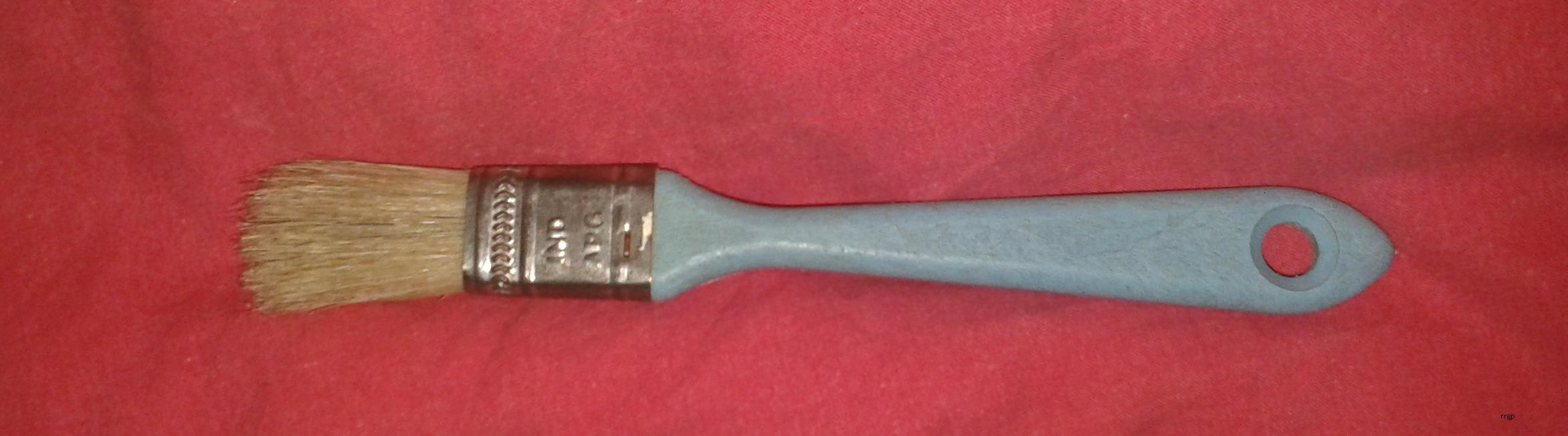
Pincel - Virola de metal

Actualmente casi todas son metálicas, recogen y unen el pelo al mango. Aparte de esta función, determina el número del pincel y su forma, redonda o plana.
Antiguamente, se utilizaba la caña de bambú. A pesar del uso generalizado de virolas metálicas, en la actualidad todavía se pueden encontrar virolas de bambú en oriente.

## Brocha
Este es el elemento más importante del pincel, y también su parte más delicada. Un trato inadecuado, un mal lavado o la acción de la polilla pueden dejarlo inútil. En general, son de pelo natural de animal, excepto los denominados filamentos sintéticos.
A continuación, se describen detalladamente los tipos de pelo, lo cual determina la calidad final y características del pincel.
- Brocha de marta Kolinsky: Considerado la mejor Brocha, es también el más caro. La marta Kolinski es un animal que vive en el Norte de Siberia, en la Península Kola y en Mongolia. Los pelos de su cola son los utilizados para el pincel, por su suavidad y elasticidad, ya que no pierde nunca la forma tras su uso. Es considerado el mejor de todos, sobre todo en técnicas de acuarela, ya que posee una gran capacidad de absorción del agua. También  es muy útil para trabajar con acrílicos.

- Brocha de marta rojo: Los pinceles confeccionados con este tipo de pelo ofrecen también una gran capacidad de absorción de agua y pintura, buena elasticidad y larga duración, y permiten la formación de una buena punta. Generalmente se utilizan para pintar con acuarela, pero también pueden emplearse para otras técnicas. Son muy apropiados para pintar detalles con pintura acrílica y óleo.

- Brocha de ardilla: También conocido como “Petit-Gris” de color oscuro casi negro, es de una extraordinaria suavidad, se extrae de la cola de este animal. Su uso es muy indicado para cerámica, porcelana, óptica y cosmética.

- Brocha de tejón: Pelo de color amarillento plateado, con una característica franja oscura. Tiene escasa aplicación en bellas artes. Su utilidad actual está centrada básicamente en la fabricación de brochas de afeitar, si bien se utiliza también en la confección de un tipo de cepillo denominado “unidor” empleado en decoración para hacer imitaciones de madera o mármol.

- Brocha de pony: Pelo de color oscuro o negro, extraído de la panza y patas de este equino. Pelo muy suave y de escaso nervio utilizado casi exclusivamente en pinceles para la acuarela.

- Brocha de cerdo: Se hace a partir del pelo que crece sobre la vértebra espinal del cerdo. La región de origen determina la calidad del pincel. Los mejores son de China, mientras que el tipo europeo es el de inferior calidad (para hobby y escuela). La punta del pelo tiene una fisura (punta abierta) que hace más suave la punta. Tiene como características más notables las de proporcionar pinceles de pelo áspero y muy elástico. Pelo fuerte y de mucho nervio es ideal para todo tipo de pinceles, especialmente para pintura al óleo y usos industriales. La cerda es el pelo más común y abundante en pincelería.

- Filamentos selectos: Debido a la escasez de pelo de marta, en el transcurso de los años se ha estado constantemente intentando desarrollar un tipo de pelo sintético a fin de obtener un pincel de las mismas características, pero de precio más asequible. Esto se ha conseguido a partir de los años setenta, utilizándose fibras de poliéster de punta muy afilada. Su aspecto y comportamiento es parecido al pelo de marta, puntea a la perfección y su recuperación es excelente, si bien no tiene la capacidad de retención de líquido del pelo natural, su durabilidad es muy elevada. Son adecuados y resulta perfecto para todas las técnicas artísticas tanto óleo, como acuarela o acrílicos.

## Formas del pincel

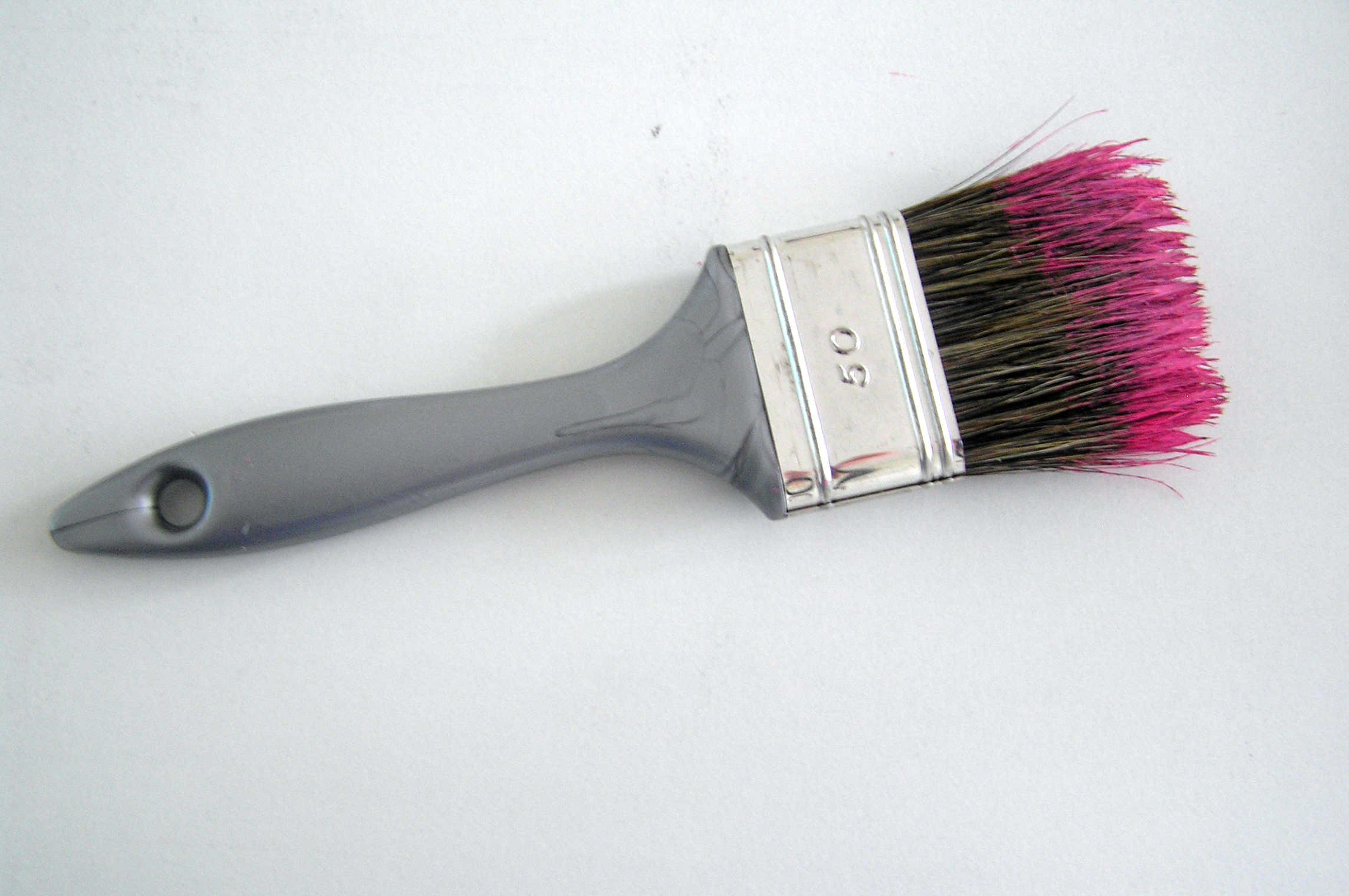
Pincel

Se listan ahora diferentes formas del pincel, usualmente clasificados por haz de pelo.

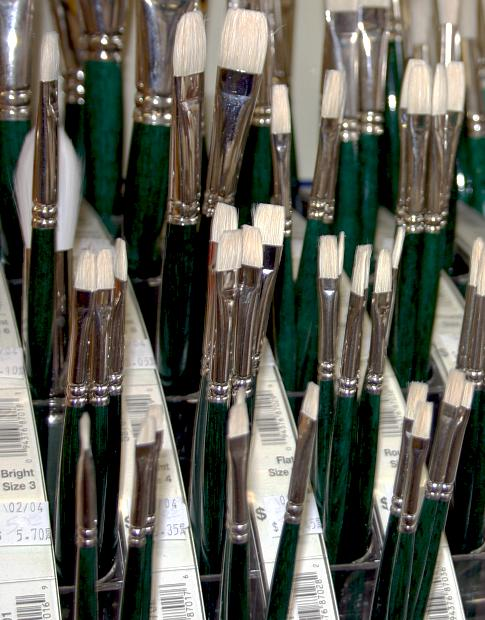
Diversos tipos de pincel

- Pincel taponador: Se trata de una brocha redonda de pelo áspero con extremo plano. Es el único pincel en el que se han cortado los extremos de los pelos. Hay otros que tienen una pequeña esponja al final del mango.

- Pincel de abanico: Se utiliza para hacer una transición cromática uniforme. También se utilizan para difuminar el pastel y el carboncillo.

- Pincel Lengua de gato: Esta forma de pincel reúne las ventajas de un pincel plano y un pincel de punta redonda. Adecuado tanto para detalle como grandes superficies, permitiendo hacer contornos definidos.

- Paletina: Los pinceles anchos o muy anchos, suelen ser de mango corto y se utilizan para dar grandes superficies de color, imprimaciones y barnices.

- Pincel espatulado: Un Gussow es un pincel plano, con un extremo recto, lleva el nombre del pintor Gussow, procedente de Múnich. La longitud del pelo es al menos igual a la anchura. El modelo Interlocked o "cerrado por dentro", se forma por medio de dos haces de pelos sometidos a un proceso que les da una forma curvada, de tal modo que uno se inclina hacia el otro, los pelos de un Interlocked tardarán más en separarse que los de un pincel plano normal.

- Pincel de punta redonda: Este modelo sólo se puede hacer de tipos de pelo suave o de poliéster. Los pelos en el centro del pincel son más largos que en el exterior. Es muy utilizado para trabajos finos y de detalle.

- Pincel abombado: Se trata de un pincel abombado con el borde arqueado, se utiliza para todas las técnicas.

- Pincel de sumi-e: Es un pincel de estilo asiático, similar a los usados en acuarelas, con un mango grueso de bambú o de otra madera; y un espeso pelaje que mojado pinta una fina punta.

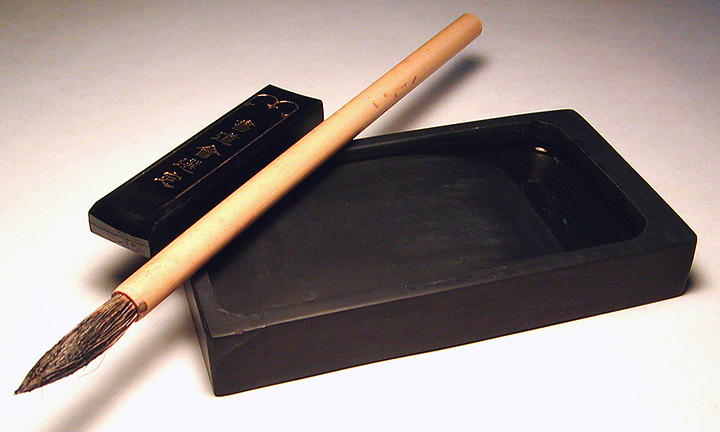
Pincel para Sumi-e

## Utilización del pincel
Es el instrumento más característico de la pintura.
En el campo de la historieta, el pincel ha sido también uno de los materiales de trabajo más importantes, caracterizándose por la "frescura y movimiento" que otorga al trazo frente a la línea precisa de la pluma. Según Enrique Lipszyc, de la Escuela Panamericana de Arte, permite los mismos resultados que la pluma, además de gozar de una serie de ventajas:
- Mayor flexibilidad, lo que permite cambiar de dirección y girar la línea sin peligro de salpicaduras o borrones.
- Adaptabilidad, que permite lograr los efectos de "pincel seco" y "línea múltiple".
- Posibilidad de deslizarse suavemente sobre el papel.
- Posibilidad de abarcar superficies mayores mediante un solo trazo.[2]